# خوان گریگو
جوان گریکو (به اسپانیایی: Juan Griego) یک شهر در ونزوئلا است که در Marcano واقع شده‌است. جوان گریکو ۲۸٬۲۵۶ نفر جمعیت دارد و ۱۰ متر بالاتر از سطح دریا واقع شده‌است.